# جاستون أسبا
جاستون أسبا (بالفرنسية: Gaston Aspa)‏ (17 أغسطس 1880 – القرن الـ20) هو ملاكم فرنسي راحل، مثّل بلاده في الألعاب الأولمبية الصيفية 1908.

## روابط خارجية
جاستون أسبا على موقع أوليمبيديا (الإنجليزية)